# دانيال كيز موران
دانيال كيز موران (بالإنجليزية: Daniel Keys Moran)‏ (30 نوفمبر 1962، لوس أنجلوس في الولايات المتحدة)؛ روائي أمريكي.